# 長沢琴枝
長沢 琴枝（ながさわ ことえ、 1950年6月11日 - ）は、元女性フィギュアスケート選手で、現役引退後はフィギュアスケートコーチ。1972年札幌オリンピックペア日本代表。パートナーは長久保裕。

## 経歴
- 静岡県出身。神奈川県立川崎高等学校、日本大学卒業[1]。
- 父の指導を受けシングルスケーターとして活動していたが、札幌オリンピックに向けて日本人ペアを育成することになったなかで、高校生のときに長久保裕とペアを組む[2]。1967年から1971年まで全日本フィギュアスケート選手権ペア5連覇を果たす。
- 1972年札幌オリンピックに出場。ペア16位。
- 現役引退後は京都府や滋賀県でコーチとして選手の指導にあたり、また岡山県の岡山国際スケートリンクを拠点としていた頃の三宅星南、島田高志郎を指導した[2]。2017年より実家のある滋賀県に戻り、滋賀県立アイスアリーナにて指導を行っている[3][4]。
- 日本フィギュアスケーティングインストラクター協会の理事を務めていた[5]。

## 主な戦績
| 大会/年      | 1967-68 | 1968-69 | 1969-70 | 1970-71 | 1971-72 |
| ------------ | ------- | ------- | ------- | ------- | ------- |
| オリンピック |         |         |         |         | 16      |
| 世界選手権   |         |         | 16      | 15      |         |
| 全日本選手権 | 1       | 1       | 1       | 1       | 1       |